# Joe Comuzzi
 (novembre 2023).
Si vous disposez d'ouvrages ou d'articles de référence ou si vous connaissez des sites web de qualité traitant du thème abordé ici, merci de compléter l'article en donnant les références utiles à sa vérifiabilité et en les liant à la section « Notes et références ».
Joseph Robert (Joe) Comuzzi (né le 5 avril 1933 à Fort William, Ontario et mort le 31 décembre 2021) est un homme politique canadien.

## Biographie

### Parcours politique
Il fut député à la Chambre des communes du Canada, représentant la circonscription ontarienne de Thunder Bay—Superior-Nord depuis 1988 d'abord sous la bannière du Parti libéral (1988-2007) avant de devenir député indépendant (2007) et de se rallier au Parti conservateur du Canada (2007-2008). Il ne se représentera pas en 2008.
Il fut ministre d'État du développement économique du Nord de l'Ontario de 2003 à 2005 sous les gouvernements de Paul Martin. Il perdit son poste de ministre à la suite de son désaccord avec les projets de loi C-23 concernant la légalisation des mariages homosexuels.